# Marianela González
Marianela González (* 23. července 1978 Caracas, Venezuela) je venezuelská herečka a modelka. Herectví se věnuje od roku 2000 až do současnosti. Momentálně žije a pracuje v Kolumbii. V Česku byla k vidění v telenovele Má tlustá Valentýna (Mi gorda bella), Nejdražší poklad (Carissima) nebo Divoška Anastazia (La Estrambotica Anastasia).

## Osobní život
Marianela má jednu starší sestru jménem María Alejandra, její rodiče se jmenují María del Carmen Álvarez a José Rafael González. Její matka pochází ze Španělska a otec z Venezuely. Nela jak si ráda nechává říkat, má kaštanově hnědé vlasy a oči, měří 170 cm. Ještě před začátkem své herecké kariéry začala s modelingem.
Nela vždy byla velmi opatrná se zveřejňováním svého soukromého života, takže nikdy nebyl známý žádný oficiální partner, kromě dvou bezejmenných zmínek v rozhovorech. Vše se změnilo koncem prosince 2018, kdy těsně před Vánoci zveřejnila přes instagram svůj vztah a zásnuby s kolumbijskou spisovatelkou Amalii Andrade, se kterou byla již od roku 2016. Dvojice se koncem roku 2021 rozešla, po pětiletém vztahu. Marianela se definuje jako pansexual.

## Herecká kariéra
Marianela získala svou první hereckou roli v projektu La calle de los sueños (Venevision) v roce 2000. Jednalo se o seriál pro mladé a dostala jednu z hlavních rolí, bohužel o tomto seriálu není na internetu mnoho informací. V roce 2001 přešla ke společnosti RCTV kde zůstala až do roku 2010 (televizní společnost byla v tomto roce uzavřena). V roce 2002 získala jednu ze svých nejznámějších rolí v novele Mi gorda bella kde ztvárnila roli Pandory Villanueva, komplikované dívky která znala mnoho tajemství své rodiny. V novele hrála po boku venezuelského herce Hugo Vasqueze a díky jejich příběhu lásky si získali mnoho fanoušků po celém světě, stejně jako novela samotná. V roce 2006 získala svou první hlavní roli v novele od RCTV, jednalo se o novelu Por todo lo alto kde ztvárnila postavu Anabely Marcano, dívky která se touží stát pilotkou. Následující rok získala první roli antagonistky v novele Camaleona. V roce 2008 získala další hlavní roli po boku svého hereckého partnera z novely Mi gorda bella - Hugo Vasqueze a společně si znovu zahráli pár v novele Nadie me dirá cómo quererte. V roce 2010 si zahrála v posledním projektu od RCTV v novele Que el cielo me explique, kde znovu získala roli protagonistky.
Po uzavření televizní společnosti RCTV se Marianela rozhodla zkusit štěstí mimo Venezuelu a odstěhovala se do Kolumbie. V roce 2011 získala hned dvě role. První byla v seriálu Los caballeros las prefieren brutas, kde si zahrála v několika dílech jako hostující postava. Získala také velice rychle další hlavní roli a to v novele La Traicionera, kde byla nejen hlavní protagonistkou ale zároveň i antagonistkou. Novela se hodně liší od klasických příběhů, Renata Medina, kterou Marianela v novele ztvárňuje, je rozhodnutá pomstít se muži, kvůli kterému před lety spáchala sebevraždu její matka. Je rozhodnutá ho svést a nakonec ho opustit, stejně jako on opustil její matku. Netuší ale, že se jí do plánů připlete láska, v podobě syna muže kterého tolik nenávidí. Po skončení natáčení novely La Traicionera si dala Marianela na čas pauzu. V roce 2013 se vrhla do dalšího projektu v Kolumbii, opět jako protagonista v novele Dulce Amor (jde o remake stejnojmenné novely z Argentiny).
V roce 2016 se Marianela rozhodla překonat svůj strach z hraní v divadle v první divadelní hře Los Monsalve, které ale byla pouze pro účely propagace společnosti Coomeva a měla omezenou účast. Poté hrála ve dvou dalších divadelních hrách - Amanecí como con ganas de morirme a El amor de las luciérnagas. El amor de las luciérnagas se bude hrát i v roce 2017 v Bogotě.

## Filmografie
| Rok              | Novela                                         | Role                        |                                | Televizní stanice | Novely u nás               |
| ---------------- | ---------------------------------------------- | --------------------------- | ------------------------------ | ----------------- | -------------------------- |
| 2021             | Pa' quererte (2. série)                        | Luisa Ortega                | vedlejší postava               | RCN               |                            |
| 2020             | Testosterona Pink (2. série)                   | Lorena                      | vedlejší postava               | Caracol           |                            |
| 2019             | Distrito salvaje (2. série)                    | Manuela                     | hostující postava              | Netflix           | Vnitřní boj (Voyo)         |
| 2019             | El final del Paraíso                           | Emilia Vallejo              | vedlejší postava               | Telemundo         |                            |
| 2018             | Garzón Vive                                    | moderátorka v rádiu         | hostující postava, moderátorka | RCN               |                            |
| 2017             | El Comandante                                  | Daniela Vásquez             | vedlejší postava               | RCN               |                            |
| 2016             | La Ley del Corazón                             | Irene                       | hostující postava, právnička   | RCN               |                            |
| 2016             | Hilo de sangre azul                            | Cristina 'Titi' Urrutia     | vedlejší postava               | RCN               |                            |
| 2013 (v TV 2015) | Dulce Amor                                     | Natalia Toledo              | protagonistka                  | Caracol           |                            |
| 2011/2012        | La Traicionera                                 | Renata Medina               | antagonistka / protagonistka   | RCN               |                            |
| 2011             | Los caballeros las prefieren brutas (2. série) | Nina Guerrero               | hostující postava              | Caracol           | Někdo to rád hloupé (AXN)  |
| 2010             | Que el cielo me explique                       | Tania Sanchez               | protagonistka                  | RCTV              |                            |
| 2008/2009        | Nadie me dirá como quererte                    | Maria Eugenia Alonso        | protagonistka                  | RCTV              |                            |
| 2007             | Camaleona                                      | Mercedes Luzardo            | antagonistka                   | RCTV              |                            |
| 2006             | Por todo lo alto                               | Anabela Marcano             | protagonistka                  | RCTV              |                            |
| 2005             | Ser bonita no basta                            | Esmeralda Falcon            | co-protagonistka               | RCTV              |                            |
| 2004             | Estrambótica Anastasia                         | Maria Gracia                | Youth Performance              | RCTV              | Divoška Anastazia (STV1)   |
| 2002/2003        | Mi gorda bella                                 | Pandora Villanueva Mercouri | Youth Performance              | RCTV              | Má tlustá Valentýna (Nova) |
| 2001             | La niña de mis ojos                            | Mariana Aguirre             | Youth Performance              | RCTV              |                            |
| 2001             | Carissima                                      | Marni Zurli                 | Youth Performance              | RCTV              | Nejdražší poklad (Prima)   |
| 2000             | La calle de los sueños                         | Mariana                     | protagonistka                  | Venevision        |                            |

| Rok       | Divadelní hra                     | Role                                           |
| --------- | --------------------------------- | ---------------------------------------------- |
| 2016/2017 | El amor de las luciérnagas        | María Celorio                                  |
| 2016      | Amanecí como con ganas de morirme | více postav                                    |
| 2015      | Los Monsalve (pro firmu Coomeva)  | propagační představení, pracovnice společnosti |

| Rok  | Název                         | Televize | Info           |
| ---- | ----------------------------- | -------- | -------------- |
| 2012 | Protagonistas de Nuestra Tele | RCN      | speciální host |
| 2023 | MasterChef Celebrity Colombia | RCN      | soutěžící      |